# Weltcupfinale 2015 (Spring- und Dressurreiten)
| Weltcupfinale 2015   | Weltcupfinale 2015                                                      |
| -------------------- | ----------------------------------------------------------------------- |
| Turnierserien:       | FEI-Weltcup Dressurreiten 2014/2015, FEI-Weltcup Springreiten 2014/2015 |
| Austragungsort:      | Thomas & Mack Center, Paradise, Vereinigte Staaten                      |
| Teilnehmende Reiter: | 18 Dressurreiter; 40 Springreiter (ohne Rahmenprüfungen)                |
| Internet:            | www.worldcuplasvegas.com                                                |

Das Weltcupfinale 2015 im Spring- und Dressurreiten war das Finale der Weltcupserien in zwei Pferdesportdisziplinen. Es wurde vom 15. April bis zum 19. April 2015 im Thomas & Mack Center in Paradise in Nevada durchgeführt.

## Weltcupfinals in Las Vegas
Las Vegas ist ein traditioneller Austragungsort von Weltcupfinals im Spring- und Dressurreiten. Premiere war das Weltcupfinale der Springreiter am Ende der Saison 1999/2000. Von 2003 bis 2009 fanden hier alle zwei Jahre die Weltcupfinals im Springreiten, von 2005 bis 2009 auch zweijährlich die Weltcupfinals der Dressurreiter statt. Nach einer längeren Pause bekam Las Vegas erneut den Zuschlag für das Finale im April 2015.
Im Gegensatz zu den Weltcupfinals in Europa in den Vorjahren wurde im Rahmenprogramm des Turniers nur eine weitere internationale Prüfung, der Grand Prix of Las Vegas der Springreiter am Samstagabend, ausgetragen.

## Dressurreiten

### Qualifizierte Teilnehmer
| Weltcupliga                                   | Anzahl der Reiter, die sich aus dieser Liga für das Weltcupfinale qualifizieren | qualifizierte Teilnehmer |
| --------------------------------------------- | ------------------------------------------------------------------------------- | --- |
| Zentraleuropaliga                             | 2                                                                               | Jelena Sidnewa Tatjana Dorofeewa |
| Nordamerikanische Liga                        | 2                                                                               | Steffen Peters Laura Graves |
| Pazifische Liga                               | 1                                                                               | Mary Hanna (Absage, damit weitere Wildcard) |
| Westeuropaliga                                | 9                                                                               | Edward Gal Jessica von Bredow-Werndl Fabienne Lütkemeier Isabell Werth Danielle Heijkoop (Absage, damit weitere Wildcard) Hans Peter Minderhoud Agnete Kirk Thinggaard Morgan Barbançon Mestre Paulinda Friberg |
| Teilnehmer aus dem Bereich Asien / Südamerika | 1                                                                               | nicht vergeben |
| Wildcards der FEI                             | 2                                                                               | Lars Petersen (Zusatzreiter aus der Nordamerikanischen Liga) Mikala Münter Gundersen (Zusatzreiterin aus der Nordamerikanischen Liga) Malin Hamilton Terhi Stegars Inessa Merkulowa                             |
| Weltcupsieger 2013/2014                       | 1                                                                               | Charlotte Dujardin |

### Ablauf und Ergebnisse

#### Grand Prix
Am Nachmittag des Donnerstags (16. April) wurde der Grand Prix ausgetragen. Hierbei handelte es sich um die Einlaufprüfung des Weltcupfinals, diese war jedoch für alle teilnehmenden Dressurreiter verpflichtend.
Mit deutlichem Abstand von mehr als sechs Prozent auf die Zweitplatzierten siegten im Grand Prix Charlotte Dujardin und Valegro.
Ergebnis:
|   | Reiter                    | Pferd      | Bewertung |
| - | ------------------------- | ---------- | --------- |
| 1 | Charlotte Dujardin        | Valegro    | 85,414 %  |
| 2 | Edward Gal                | Undercover | 79,057 %  |
| 3 | Steffen Peters            | Legolas    | 76,843 %  |
| 4 | Jessica von Bredow-Werndl | Unee BB    | 74,843 %  |
| 5 | Laura Graves              | Verdades   | 74,314 %  |

(beste 5 von 18 Teilnehmern)

#### Grand Prix Kür (Finale)
Nach einem prüfungsfreien Tag gingen die Dressurreiter am Samstagnachmittag (18. April) in ihrer Finalprüfung an den Start.
Für das Weltcupfinale zählte ausschließlich das Ergebnis dieser Grand Prix Kür.
Die Reiter und Pferde stellte die spezielle Atmosphäre in Las Vegas eine Herausforderung dar. So gab es, für Dressurprüfungen ungewöhnlich, Szenenapplaus während der Ritte. Auch der vom Scheinwerferlicht angestrahlte Siegerpokal am Rand des Vierecks irritierte einige Pferde. Mit fast zehn Prozent Vorsprung dominierten erneut Charlotte Dujardin und Valegro die Prüfung. Trotz eines Rittes deutlich unter Spannung kamen Edward Gal und Undercover auf den zweiten Platz des Weltcupfinals.
Obwohl sie mit misslungenen Zweierwechseln (von allen Richtern mit der Note 4 bewertet) früh während ihrer Kür einen schlechten Start erwischten, konnten Jessica von Bredow-Werndl und Unee BB mit einer höchst schwierigen Kür die Richter überzeugen. Mit 80,464 Prozent kamen sie auf den dritten Rang. Zunächst hinter Jessica von Bredow-Werndl auf dem vierten Platz geführt, wurde Steffen Peters disqualifiziert, da sein Pferd Legolas an der Seite eine blutige Stelle vorwies, auch Peters Sporen waren blutig. Peters entschuldigte sich nach der Prüfung: „Es ist mir peinlich, ich bin voll schuldig, am Ende des Tages bin ich es, der für das Wohlergehen des Pferdes verantwortlich ist, ich habe versagt.“
Ergebnis:
|    | Reiter                    | Pferd              | Bewertung |
| -- | ------------------------- | ------------------ | --------- |
| 1  | Charlotte Dujardin        | Valegro            | 94,196 %  |
| 2  | Edward Gal                | Undercover         | 84,696 %  |
| 3  | Jessica von Bredow-Werndl | Unee BB            | 80,464 %  |
| 4  | Laura Graves              | Verdades           | 79,125 %  |
| 5  | Hans Peter Minderhoud     | Flirt              | 79,036 %  |
| 6  | Isabell Werth             | El Santo NRW       | 77,875 %  |
| 7  | Inessa Merkulowa          | Mister X           | 76,911 %  |
| 8  | Morgan Barbançon Mestre   | Painted Black      | 76,161 %  |
| 9  | Mikala Münter Gundersen   | My Lady            | 75,018 %  |
| 10 | Fabienne Lütkemeier       | Qui Vincit Dynamis | 74,804 %  |
| 11 | Agnete Kirk Thinggaard    | Jojo Az            | 74,036 %  |
| 12 | Lars Petersen             | Mariett            | 73,839 %  |
| 13 | Terhi Stegars             | Axis TSF           | 71,214 %  |
| 14 | Paulinda Friberg          | Di Lapponia T      | 71,000 %  |
| 15 | Malin Hamilton            | Fleetwood          | 70,625 %  |
| 16 | Tatjana Dorofeewa         | Upperville         | 69,357 %  |
| 17 | Jelena Sidnewa            | Romeo-Star         | 68,571 %  |
| –  | Steffen Peters            | Legolas            | AUSG      |

## Springreiten
Den Mittelpunkt des Programms der Springreiter bilden die drei Wertungsprüfungen des Weltcupfinals. Daneben findet ein Großer Preis als Rahmenprüfung außerhalb des Weltcups statt.

### Qualifizierte Teilnehmer (Weltcup)
| Weltcupliga                                         | Anzahl der Reiter, die sich aus dieser Liga für das Weltcupfinale qualifizieren | qualifizierte Teilnehmer |
| --------------------------------------------------- | ------------------------------------------------------------------------------- | --- |
| Arabische Liga                                      | 3                                                                               | Abdullah asch-Scharbatly (Absage) Bassem Hassan Mohammed Ali bin Chalid Al Thani |
| Kaukasusliga                                        | 1                                                                               | Kanan Nowruzow (Absage) |
| Zentralasiatische Liga                              | 1                                                                               | Rinat Galimow (Absage) |
| Chinesische Liga                                    | 1                                                                               | Zhao Zhiwen (Absage) |
| Zentraleuropaliga                                   | 3                                                                               | Kristaps Neretnieks Wladimir Beletski Andis Varna |
| Japanliga                                           | 1                                                                               | Tae Satō (Absage) |
| Nordamerikanische Liga                              | 2 Kanadier                                                                      | Chris Sorensen Jonathon Millar (Absage) |
| Nordamerikanische Liga                              | 2 Mexikaner                                                                     | Manuel Alvarez Ruizgalindo Everardo Hegewisch Diaz Infante |
| Nordamerikanische Liga                              | 10 US-Amerikaner                                                                | Todd Minikus Laura Kraut Beezie Madden Jack Towell Kirsten Coe McLain Ward Leslie Burr-Howard (Absage) Katherine Dinan (Nachrückerin) Rich Fellers Susan Artes (Absage) Karl Cook Vinton Karrasch (Nachrücker) |
| Nordamerikanische Liga                              | keine Zusatzreiter                                                              | |
| Pazifische Liga                                     | 2 Australier                                                                    | Tim Clarke (Absage) Jessica Brown (Absage) |
| Pazifische Liga                                     | 1 Neuseeländer                                                                  | Katie Laurie |
| Südafrikaliga                                       | 1                                                                               | Nicole Horwood (Absage) |
| Mittelamerikanische und Karibische Liga             | 1                                                                               | Manuel Espinosa Pla (Absage) |
| nördliche Südamerikanische Liga                     | 1                                                                               | Camilo Rueda (Absage) |
| südliche Südamerikanische Liga                      | 2                                                                               | Sérgio Henriques Neves Marins (Absage) Artemus de Almeida (Absage) João Eduardo Ferreira de Carvalho (Nachrücker) |
| Südostasiatische Liga                               | 1                                                                               | Siengsaw Lertratanachai (Absage) |
| Westeuropaliga                                      | 18                                                                              | Steve Guerdat Bertram Allen Kevin Staut Lucy Davis ° Marco Kutscher Edwina Tops-Alexander ° Harrie Smolders (Absage) Marcus Ehning Maikel van der Vleuten Douglas Lindelöw Jur Vrieling Hans-Dieter Dreher Rolf-Göran Bengtsson (Absage) Simon Delestre (Absage) Martin Fuchs Geir Gulliksen Pénélope Leprevost Sergio Álvarez Moya (Nachrücker) Luca Maria Moneta (Nachrücker) Pius Schwizer (Nachrücker) Gerco Schröder (Nachrücker) Jos Verlooy (Nachrücker) Patrice Delaveau (Nachrücker) |
| Sonderstartplatz für Teilnehmer des Gastgeberlandes | 1                                                                               | nicht zutreffend, da US-amerikanische Reiter für das Weltcupfinale qualifiziert sind |
| Weltcupsieger 2013/2014                             | 1                                                                               | Daniel Deußer |

° Zusatzreiter: Soweit ein Reiter seinen Wohnsitz in einem anderen Staat als seinem Heimatland hat, kann er in der Liga dieses Landes teilnehmen und wird zunächst auch für diese Liga gewertet. Soweit er sich anhand des Reglements dieser Liga für das Weltcupfinale qualifiziert, zählt er als zusätzlicher Teilnehmer nicht für die (begrenzte) Startplatzanzahl dieser Liga.

### Ablauf und Ergebnisse

#### Weltcup

##### 1. Teilprüfung
Nachdem für die Springreiter am Mittwoch (15. April) ein Warm-up-Springen ohne Wertung durchgeführt wurde, startete das Weltcupfinale einen Tag später mit der ersten Teilprüfung. Am Abend des Mittwochs traten die Teilnehmer hierbei in einer Zeitspringprüfung an. Das Ergebnis wurde, wie im Artikel FEI-Weltcup Springreiten erläutert, in Strafpunkte umgerechnet.
Der Sieg in dieser ersten Prüfung ging, wie bereits in der ersten Prüfung der Weltreiterspiele gut ein halbes Jahr zuvor, an Bertram Allen mit Molly Malone V. Dieser hatte die schnellste Zeit aller fehlerfreien Ritte. Noch schneller als Allen war das Siegerpaar des Weltcupfinals des Vorjahres, Daniel Deußer und Cornet d'Amour. Aufgrund eines Abwurfes musste Deußer jedoch vier Strafsekunden hinnehmen und kam damit nur auf den zehnten Rang. Wenig Glück hatten zwei weitere deutsche Reiter: Marcus Ehning beendete den Ritt vorzeitig, nachdem sich während des Ritts bei seinem Hengst Singular immer mehr Spannung aufbaute. Marco Kutscher konnte nicht an den Start gehen, sein Pferd Cornet's Cristallo kam vor Beginn der Prüfung mit Kolikverdacht in eine Tierklinik.
Ergebnis:
|    | Reiter                 | Pferd                | Zeit                              | Punkte (Gesamtwertung) |
| -- | ---------------------- | -------------------- | --------------------------------- | ---------------------- |
| 1  | Bertram Allen          | Molly Malone V       | 65,45 s + 0 Strafsekunden = 65,45 | 41                     |
| 2  | Rich Fellers           | Flexible             | 66,11 s + 0 Strafsekunden = 66,11 | 39                     |
| 3  | Patrice Delaveau       | Orient Express       | 66,44 s + 0 Strafsekunden = 66,44 | 38                     |
| 3  | Jur Vrieling           | Zirocco Blue         | 66,44 s + 0 Strafsekunden = 66,44 | 38                     |
| 5  | Steve Guerdat          | Paille               | 67,09 s + 0 Strafsekunden = 67,09 | 36                     |
| 6  | Pénélope Leprevost     | Vagabond de la Pomme | 67,57 s + 0 Strafsekunden = 67,57 | 35                     |
| 7  | Martin Fuchs           | Future               | 68,17 s + 0 Strafsekunden = 68,17 | 34                     |
| 8  | Jos Verlooy            | Domino               | 68,27 s + 0 Strafsekunden = 68,27 | 33                     |
| 9  | Maikel van der Vleuten | Verdi                | 68,28 s + 0 Strafsekunden = 68,28 | 32                     |
| 10 | Daniel Deußer          | Cornet d'Amour       | 65,09 s + 4 Strafsekunden = 69,09 | 31                     |

(beste 10 von 40 Teilnehmern)

##### 2. Teilprüfung
Am Abend des 17. Aprils wurde die zweite Prüfung des Weltcupfinals durchgeführt. Hierbei handelte es sich um eine Springprüfung mit einmaligem Stechen.
Neben den vier Starterpaaren, die in der ersten Teilprüfung ausgeschieden waren bzw. aufgegeben hatten, nahm auch der bisher auf Platz 35 geführte Kristaps Neretnieks nicht mehr an der zweiten Teilprüfung teil. Damit gingen noch 35 Pferd-Reiter-Paare an den Start.
Als Hauptfehlerquelle im Normalumlauf dieser zweiten Wertungsprüfung stellte sich die sehr schwierig anzureitende dreifache Kombination. Bertram Allen und Molly Malone V waren erneut sehr schnell, aufgrund eines Hindernisabwurfs fielen sie in der Gesamtwertung jedoch auf den dritten Rang zurück. Sechs Paare mit fehlerfreien Ritten zogen in das Stechen der zweiten Wertungsprüfung ein, darunter waren auch Steve Guerdat und Rich Fellers. Diese beiden setzten sich damit auf die Plätze eins und zwei der Zwischenwertung des Weltcupfinals.
Nach den ersten beiden Teilprüfungen werden die erreichten Punkte der Teilnehmer zusammengerechnet. Anschließend werden diese Wertungspunkte in Fehlerpunkte umgerechnet.
Ergebnis:
|               | Reiter             | Pferd                | 1. Umlauf | 1. Umlauf     | Stechen  | Stechen | Punkte (Gesamtwertung) |
| Straf- punkte | Reiter             | Pferd                | Zeit (s)  | Straf- punkte | Zeit (s) |         | Punkte (Gesamtwertung) |
| ------------- | ------------------ | -------------------- | --------- | ------------- | -------- | ------- | ---------------------- |
| 1             | Steve Guerdat      | Paille               | 0         | -             | 0        | 32,87   | 41                     |
| 2             | Beezie Madden      | Simon                | 0         | -             | 0        | 33,31   | 39                     |
| 3             | Lucy Davis         | Barron               | 0         | -             | 4        | 32,53   | 38                     |
| 4             | Rich Fellers       | Flexible             | 0         | -             | 4        | 32,80   | 37                     |
| 5             | Geir Gulliksen     | Edesa S Banjan       | 0         | -             | 4        | 40,06   | 36                     |
| 6             | McLain Ward        | Rothchild            | 0         | -             | 18       | 48,44   | 35                     |
| 7             | Bertram Allen      | Molly Malone V       | 4         | 69,39         |          |         | 34                     |
| 8             | Douglas Lindelöw   | Casello              | 4         | 69,66         |          |         | 33                     |
| 9             | Pénélope Leprevost | Vagabond de la Pomme | 4         | 70,01         |          |         | 32                     |
| 10            | Jos Verlooy        | Domino               | 4         | 70,43         |          |         | 31                     |

(beste 10 von 35 Teilnehmern)

##### 3. Teilprüfung
Den Abschluss des Weltcupfinals der Springreiter bildete die dritte Teilprüfung, eine Springprüfung mit zwei unterschiedlichen Umläufen. Die Prüfung fand am Sonntagnachmittag (19. April) statt. Sie wurde nicht gegen die Zeit geritten, eine erlaubte Zeit war jedoch vorgesehen.
Wie bereits die zweite Teilprüfung, so waren auch die zwei Umläufe der dritten Teilprüfung des Weltcupfinals extrem anspruchsvoll. Mehrere Reiter kritisierten den Parcoursaufbau des Weltcupfinals, so schrieb McLain Ward hierzu unter anderem: „...rückblickend auf das diesjährige Weltcup-Finale muss ich sagen, dass dies der schlimmste Sport war, den ich in meiner Karriere je gesehen habe ... Ich habe noch nie so viele Spitzenpferde anhalten, in Sprüngen landen und anscheinend völlig hilflos gesehen. Oder so viele Spitzenreiter, die ziehen und stechen mussten, einfach um eine gute Distanz zu bekommen. Das Problem waren nicht die Höhe oder die Weite, sondern das Anreiten vieler der Hindernisse.“ Auch Marcus Ehning kritisierte unter anderem den Parcours der zweiten Teilprüfung: „...war es sogar für einen Top-Reiter schwierig den Steilsprung richtig zu erwischen und danach war es unmöglich die dreifache Kombination gerade anzureiten und ich denke das war unfair. Man hat ein paar Reiter wirklich straucheln sehen und das muss nicht sein. Dass die Dreifache am Ende des Parcours war, hat nichts gemacht. Es war die Art wie sie gebaut war.“
In der dritten Teilprüfung gelang es keinem Teilnehmer ohne Fehler zu bleiben, vier Reiter gelang ein Ergebnis von vier Strafpunkten. Seine Chance auf den Weltcupfinalsieg verlor während beider Umläufe Rich Fellers, der ohne Strafpunkte in die Prüfung gekommen war und mit acht Strafpunkten pro Umlauf auf den siebenten Platz zurückfiel. Ähnlich schlecht lief die Prüfung für Martin Fuchs, der 17 Strafpunkte bekam und von Platz fünf auf Platz elf fiel.
Als letzter Reiter im zweiten Umlauf hatte Steve Guerdat einen Abstand von neun Strafpunkten auf die Zweitplatzierte Pénélope Leprevost. Den letzten Sprung, der aus einer 180 Grad-Wendung anzureiten war, ritt Guerdat mit Risiko an, um in der erlaubten Zeit zu bleiben. Nachdem er bereits im Laufe des Ritts einen Abwurf bekommen hatte, bekam er an diesem Hindernis keine Distanz und bekam weitere vier Strafpunkte. Er blieb jedoch in der Zeit und gewann somit mit einem Strafpunkt Vorsprung des Weltcupfinale.
Ergebnis:
|           | Reiter                  | Pferd                | Strafpunkte | Strafpunkte | Strafpunkte |
| 1. Umlauf | Reiter                  | Pferd                | 2. Umlauf   | Gesamt      |             |
| --------- | ----------------------- | -------------------- | ----------- | ----------- | ----------- |
| 1         | Maikel van der Vleuten  | Verdi                | 0           | 4           | 4           |
| 1         | Beezie Madden           | Simon                | 0           | 4           | 4           |
| 1         | Jos Verlooy             | Domino               | 0           | 4           | 4           |
| 1         | Pénélope Leprevost      | Vagabond de la Pomme | 0           | 4           | 4           |
| 5         | Ali bin Chalid Al Thani | First Devision       | 4           | 4           | 8           |
| 5         | Douglas Lindelöw        | Casello              | 0           | 8           | 8           |
| 5         | Bertram Allen           | Molly Malone V       | 4           | 4           | 8           |
| 5         | Steve Guerdat           | Paille               | 0           | 8           | 8           |

(beste 8 von 29 Teilnehmern)

##### Endstand
|        | Reiter                            | Pferd/ Pferde                 | 1. Prüfung | 2. Prüfung    | Punkte aus Prüfung 1 und 2 | Punkte, umgerechnet in Strafpunkte | 3. Prüfung    | 3. Prüfung  | Straf- punkte |
| Punkte | Reiter                            | Pferd/ Pferde                 | Punkte     | Straf- punkte | Punkte aus Prüfung 1 und 2 | Punkte, umgerechnet in Strafpunkte | Straf- punkte |             | Straf- punkte |
| ------ | --------------------------------- | ----------------------------- | ---------- | ------------- | -------------------------- | ---------------------------------- | ------------- | ----------- | ------------- |
| 1      | Steve Guerdat                     | Paille                        | 36         | 41            | 77                         | 0                                  | 0             | 8           | 8             |
| 2      | Pénélope Leprevost                | Vagabond de la Pomme          | 35         | 32            | 67                         | 5                                  | 0             | 4 (65,30 s) | 9 (65,30 s)   |
| 3      | Bertram Allen                     | Molly Malone V                | 41         | 34            | 75                         | 1                                  | 4             | 4 (65,87 s) | 9 (65,87 s)   |
| 4      | Beezie Madden                     | Simon                         | 26         | 39            | 65                         | 6                                  | 0             | 4 (65,78 s) | 10 (65,78 s)  |
| 5      | Jos Verlooy                       | Domino                        | 33         | 31            | 64                         | 6                                  | 0             | 4 (67,34 s) | 10 (67,34 s)  |
| 6      | Maikel van der Vleuten            | Verdi                         | 32         | 29            | 61                         | 8                                  | 0             | 4           | 12            |
| 7      | Rich Fellers                      | Flexible                      | 39         | 37            | 76                         | 0                                  | 8             | 8           | 16            |
| 8      | Douglas Lindelöw                  | Casello                       | 24         | 33            | 57                         | 10                                 | 0             | 8           | 18            |
| 9      | Lucy Davis                        | Barron                        | 25         | 38            | 63                         | 7                                  | 8             | 4           | 19            |
| 10     | Jur Vrieling                      | Zirocco Blue                  | 38         | 25            | 63                         | 7                                  | 8             | 5           | 20            |
| 11     | Martin Fuchs                      | Future                        | 34         | 30            | 64                         | 6                                  | 4             | 13          | 23            |
| 12     | Gerco Schröder                    | Cognac Champblanc             | 23         | 26            | 49                         | 14                                 | 9             | 1           | 24            |
| 13     | Sergio Álvarez Moya               | Carlo                         | 29         | 22            | 51                         | 13                                 | 4             | 8           | 25            |
| 14     | Daniel Deußer                     | Cornet d'Amour                | 31         | 20            | 51                         | 13                                 | 8             | 5           | 26            |
| 15     | Ali bin Chalid Al Thani           | First Devision                | 8          | 28            | 36                         | 20                                 | 4             | 4 (67,48 s) | 28 (67,48 s)  |
| 16     | Bassem Hassan Mohammed            | Dejavu                        | 30         | 17            | 47                         | 15                                 | 8             | 5 (69,09 s) | 28 (69,09 s)  |
| 17     | Kevin Staut                       | Silvana und Qurack de Falaise | 27         | 16            | 43                         | 17                                 | 8             | 4 (67,10 s) | 29 (67,10 s)  |
| 18     | Hans-Dieter Dreher                | Cool and Easy                 | 18         | 27            | 45                         | 16                                 | 8             | 5 (69,26 s) | 29 (69,26 s)  |
| 19     | Kirsten Coe                       | Czardas und Baronez           | 22         | 13            | 35                         | 21                                 | 4             | 17          | 42            |
| 20     | McLain Ward                       | Rothchild                     | 28         | 35            | 63                         | 7                                  | 8             | AUFG        | –             |
| 21     | Luca Maria Moneta                 | Connery                       | 12         | 19            | 31                         | 23                                 | 4             |             | (27)          |
| 22     | Vinton Karrasch                   | Follow me II                  | 19         | 15            | 34                         | 21                                 | 8             |             | (29)          |
| 23     | Pius Schwizer                     | Toulago                       | 17         | 24            | 41                         | 18                                 | 12            |             | (30)          |
| 24     | Laura Kraut                       | Nouvelle                      | 16         | 18            | 34                         | 21                                 | 12            |             | (33)          |
| 25     | Geir Gulliksen                    | Edesa S Banjan                | 7          | 36            | 43                         | 17                                 | 20            |             | (37)          |
| 26     | Chris Sorensen                    | Bobby                         | 11         | 14            | 25                         | 26                                 | 12            |             | (38)          |
| 27     | Karl Cook                         | Jonkheer Z                    | 13         | 23            | 36                         | 20                                 | 20            |             | (40)          |
| 28     | Manuel Alvarez Ruizgalindo        | Spirit Magic                  | 21         | 21            | 42                         | 17                                 | AUSG          |             |               |
| 29     | Andis Varna                       | Coradina                      | 10         | 11            | 21                         | 28                                 | AUFG          |             |               |
| 30     | Patrice Delaveau                  | Orient Express                | 38         | 0 (AUSG)      | 38                         |                                    |               |             |               |
| 31     | Jack Towell                       | Lucifer V                     | 20         | 0 (AUFG)      | 20                         |                                    |               |             |               |
| 32     | João Eduardo Ferreira de Carvalho | Ragtime Rouge                 | 5          | 12            | 17                         |                                    |               |             |               |
| 33     | Katie Laurie                      | Kiwi Iron Mark                | 15         | 0 (AUFG)      | 15                         |                                    |               |             |               |
| 34     | Todd Minikus                      | Babalou                       | 14         | 0 (AUFG)      | 14                         |                                    |               |             |               |
| 35     | Wladimir Beletski                 | Rocketman                     | 9          | 0 (AUFG)      | 38                         |                                    |               |             |               |
| 36     | Kristaps Neretnieks               | Romanee Cece                  | 6          |               |                            |                                    |               |             |               |
| 37     | Katherine Dinan                   | Stakorado                     | 0 (AUSG)   |               |                            |                                    |               |             |               |
| 37     | Edwina Tops-Alexander             | Fair Light van't Heike        | 0 (AUFG)   |               |                            |                                    |               |             |               |
| 37     | Everardo Hegewisch Diaz Infante   | Electric                      | 0 (AUFG)   |               |                            |                                    |               |             |               |
| 37     | Marcus Ehning                     | Singular                      | 0 (AUFG)   |               |                            |                                    |               |             |               |

AUSG = ausgeschieden
N.GES. = nicht gestartet
AUFG = aufgegeben / verzichtet

#### Weitere Prüfungen
Außerhalb der Weltcupwertung wurde am Abend des 18. April 2015 der Canadian Pacific Grand Prix of Las Vegas, eine Springprüfung mit einmaligem Stechen, durchgeführt. Sponsor der mit 75.000 US-DOllar dotierten Prüfung war die Canadian Pacific Railway Limited (CP).
In diesem Großen Preis siegten Katie Laurie und Kiwi Iron Mark, die am Vortag aus dem Weltcupfinale ausgeschieden waren. Marcus Ehning verpasste mit Singular das Stechen der drei fehlerfreien Reiter knapp, mit einem Zeitstrafpunkt kam er auf den vierten Rang.
Ergebnis:
|               | Reiter            | Pferd          | 1. Umlauf | 1. Umlauf     | Stechen  | Stechen |
| Straf- punkte | Reiter            | Pferd          | Zeit (s)  | Straf- punkte | Zeit (s) |         |
| ------------- | ----------------- | -------------- | --------- | ------------- | -------- | ------- |
| 1             | Katie Laurie      | Kiwi Iron Mark | 0         | -             | 0        | 37,79   |
| 2             | Alec Lawler       | Agamemnon      | 0         | -             | 0        | 39,36   |
| 3             | Todd Minikus      | Babalou        | 0         | -             | 4        | 38,87   |
| 4             | Marcus Ehning     | Singular       | 1         | 69,20         |          |         |
| 5             | Wladimir Beletski | Rocketman      | 4         | 63,10         |          |         |

(beste 5 von 22 Teilnehmern)

## Medien
Die FEI übertrug die Weltcupfinale beider Disziplinen kostenpflichtig über ihr Internet-Portal FEI TV. Der paneuropäische TV-Sender Eurosport zeigte in der auf den letzten Turniertag folgenden Nacht eine 70-minütige Aufzeichnung des Springreit-Weltcupfinals. Eine einstündige Zusammenfassung vom Finale der Dressurreiter wurde von Eurosport am 6. Mai 2015 übertragen.